# Capadocis
Els capadocis (en grec antic Καππαδόκης) eren un poble indoeuropeu que vivia a la regió de Capadòcia a l'Àsia Menor. A la zona hi vivien moltes tribus, que parlaven llengües diverses, ja que era un país muntanyós al sud de la mar Negra, amb moltes valls habitables i amb poca comunicació entre elles. Al nord els limitava l'Euxí, i a l'oest els paflagonis i els gàlates, que es van establir a Frígia fins a les fronteres amb els licaonis i els cilicis.
Els antics distingien com a poble diferent els cataonis dels capadocis, encara que parlaven la mateixa llengua. Eren descendents dels antics hitites i es van hel·lenitzar progressivament, especialment després del 334 aC amb la conquesta de Pèrsia per Alexandre el Gran. La seva llengua, el capadoci derivada de l'hitita, i va adquirir fortes influències gregues. Anteriorment es pensava que eren d'origen sirià, però la investigació lingüística va determinar un origen indoeuropeu.